# Théodore Thalès
Pour les articles homonymes, voir Thalès (homonymie).
Théodore Marius Jammet dit Théodore Thalès ou Thalès, né le 25 février 1857 à Marseille et mort le 13 octobre 1935 à Paris 10e,, est un mime et un acteur français du cinéma muet.

## Biographie
Le mime Thalès se produit dans des pantomimes au Palais de Cristal, où il obtient un grand succès auprès du public. Comme son cadet Séverin Cafferra (1863-1930) dit « Le mime Séverin », il est très vite enrôlé par le cinéma naissant. À partir de 1910, il tourne dans de nombreux films de Georges Denola ou d'Albert Capellani, qui sont comme de mimodrames.

## Filmographie partielle
- 1911 : Le Spoliateur / L'Autre ou un drame en wagon d'Albert Capellani
- 1911 : Souris d'hôtel de Georges Denola
- 1911 : Âme de traître / Fleur des maquis de Georges Denola
- 1911 : Le Retour au foyer de Georges Denola
- 1911 : La Lettre inachevée (Fatale rencontre) de Georges Denola
- 1911 : Le Visiteur d'Albert Capellani
- 1911 : Le Rendez-vous de Georges Denola
- 1911 : Le Roman de la momie d'Albert Capellani et Henri Desfontaines
- 1911 : Amour de page de Georges Denola
- 1911 : Jacintha la Cabaretière / Les Émotions de Jacintha d'Albert Capellani
- 1911 : La Fille du clown de Georges Denola
- 1912 : La Tournée du docteur / Le Cabriolet du docteur de Georges Denola
- 1911 : La Vision de Frère Benoît / Frère Benoît d'Albert Capellani
- 1912 : Une femme trop aimante de Georges Denola
- 1912 : Sa majesté Grippemiche de Georges Denola
- 1912 : La Fin de Robespierre (9 Thermidor an II) / La Dernière charrette d'Albert Capellani
- 1912 : L'Heure du berger de Georges Denola
- 1915 : Les Vampires 1 : La Tête coupée de Louis Feuillade
- 1916 : Les Vampires 5 : L'évasion du mort de Louis Feuillade
- 1917 : Madame est de la revue de Henry Gambart

## Distinctions
- Officier d'Académie (arrêté du 2 janvier 1908 du ministre de l'Instruction publique et des Beaux-Arts)[4]
- Officier de l'Instruction publique (arrêté du ministre de l'Instruction publique et des Beaux-Arts du 4 décembre 1927)[5].